# ファットヘッドミノー
ファットヘッドミノー（Pimephales promelas）は、北アメリカ原産の淡水魚で、ハヤおよびミノーと呼ばれる仲間の一種である。原産地ではファットヘッドまたはタフィーという別名で呼ばれる。また、アメリカ合衆国ではローズレッドミノーの名称で流通する。

## 分布
メキシコのチワワ州からカナダの沿海州とカナダのグレートスレーブ湖排水路まで北米全体に分布している。プエルトリコ、イラン、ベルギー、フランス、イギリス、日本の東京都と神奈川県に移入。

## 形態
全長は4-10cm。口は小さく、背鰭後縁は円い。体色は背面がオリーブ色、体側から腹面にかけては銀色。雌と未成魚には体側に黒褐色の縦帯がある。繁殖期の雄は体色が黒くなり、特に頭部が黒くなり、追星が出る。そして、頭部から背鰭基底までの背面の表皮が海綿状に肥厚する。またこの時期雄は銅色の縦帯が体側に現れる。側線は不完全。体高は高い。

## 生態
2年で成熟する。
産卵はペアで行われ、卵を両親が交代で保護する。巣の場所を選択する際に、新しく繁殖した雄のファットヘッドミノーは、空の巣を占有するのではなく、親の雄の巣の場所を引き継ぎ、その居住者を追いだす傾向がある。また、卵がある巣とない巣の場合、通常、すでに卵が含まれているものが選択される。巣の場所にある卵が新しくて多いほどその傾向は強い。雄が卵がある巣に自分の巣を構えるのは、おそらく新しい雄のほうが前者を追い出したことから、その新しい雄のほうが健康で、卵をよりよく保護できるため、卵の生存率を高めれるからだ。新しい雄は、異所性ケアと呼ばれる行動である古い雄の卵子の世話をする。雄による卵子のケアとは、卵子を通気し、病気の予防に役立つとされる粘液分泌細胞の背面の盛り上がりをこすりつけること。また雄はそのほか、ザリガニなどの動物を含む卵の捕食者から巣を守る。卵の生存と親の世話の行動も、巣のサイズが大きくなるにつれて増加する。。産卵期は6～7月。雄は2～3週間巣を守れる一方、卵は5日ほどでふ化する。
雑食性で、藻類や、動物プランクトン・植物プランクトン、小型の水生昆虫を食す。

## 利用
毒性試験用の実験動物である。ファットヘッドミノーは汚水の中でも生きていけるうえ、一部の化学物質は、本種の形態や生態に影響を与えるため、水中の化学物質や汚染状況が分かる。アルカリ性が強まると、奇形が多くなる。また、雄の頭部背面の盛り上がりが小さくなり、色の濃さは薄くなる。産卵する卵の数が減り、卵自体は壊れやすくふ化する確率が下がる。牛の肥育場の排水にさらされたファットヘッドミノーでは、雄は雌化する。雄のファットヘッドミノーは、精巣テストステロン合成が減少し、頭の形態測定が変化し、精巣のサイズが小さくなるが、雌は性ホルモン比であるエストロゲン・アンドロゲン比が低下する。
ローズレッドミノーと呼ばれる品種の原種は1985年にアーカンソー州のいくつかの繁殖農場で発見された。この系統の雌雄はバラ色または金色の体と鰭を持ち、野生型と同じ色の暗い斑点がある。この品種が観賞魚として利用されたり、餌の魚としても利用されたりする。飼育するときは、10～21℃で7.0～7.5のphにするとよい。ただし、高水温や低酸素環境でも生きれる。

## 日本の生息
日本では神奈川県と東京都のため池などで2011年頃から確認されている。海外の都市の川では、移入された個体が、水が汚染されているがために競合するほかの生物がいないことから繁殖している事例があり、日本でも繁殖して今の分布域からさらに分布域を広げる恐れがある。また、アブラハヤに似ているため、混同されているだけであって、すでに分布域が広がっている恐れがある。